# August Gottlieb Spangenberg

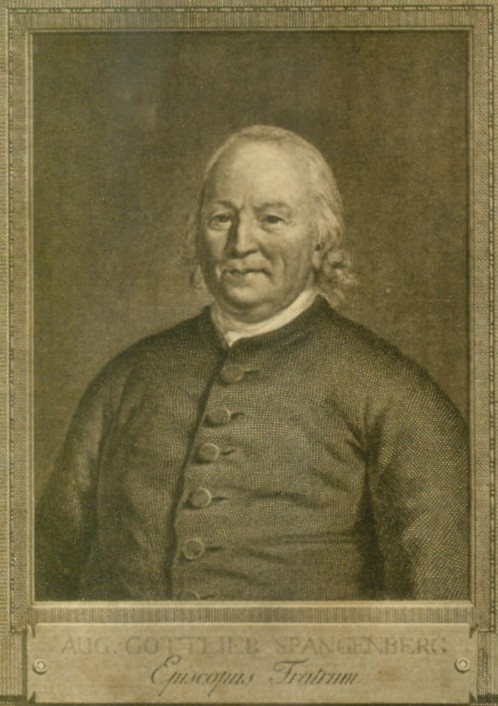
August Gottlieb Spangenberg.

August Gottlieb Spangenberg, född den 25 juli 1704 i Klettenberg i Harz, död den 18 september 1792 i Berthelsdorf, var en tysk biskop, ledare av brödraförsamlingen i Herrnhut.
Spangenberg kom som fattig student vid Jena universitet i Buddeus hus under pietistiska inflytelser, som föranledde honom att från juridikens studium övergå till teologins. Från mystisk-teosofiska svärmerier vanns han 1727 genom beröring med herrnhutarna och deras huvudman, Zinzendorf, och blev därefter medelpunkten för en krets av herrnhutiskt påverkade studenter i Jena, där han från 1729 som magister föreläste.
Åren 1732-33 vistades han i Halle som August Hermann Francke medhjälpare vid ledningen av barnhuset där, men skildes från denna plats sistnämnda år i samband med brytningen mellan Halle och Herrnhut och ingick då i brödraförsamlingen. Åren 1733-62 uppehöll han sig till största delen i Amerika och lade därunder med stor organisatorisk skicklighet grunden till den amerikanska brödraprovinsen. Efter Zinzendorfs död kallades han 1762 till dennes efterträdare som biskop i brödraförsamlingen och ledde de trettio följande åren dess utveckling.
Med mild och lugn fasthet bilade han alla praktiska och teoretiska strider samt dämpade de svärmiska tendenserna. Därigenom ävensom genom sitt arbete Idea fidei fratrum oder kurzer Begriff der christlichen Lehre in den evangelischen Brüdergemeinen (1779, svensk översättning 1782), en sammanfattning av herrnhutarnas trossatser, kan han kallas församlingens andre stiftare. Han skrev även Leben Zinzendorfs (5 delar, 1772-75) samt flera andliga sånger.